# Nováky
Nováky (mađ. Nyitranovák) je grad u zapadnoj i središnjoj Slovačkoj u Trenčinskom kraju. Grad upravno pripada Okrugu Prievidza.

## Zemljopis
Grad se nalazi u gornjem toku rijeke Nitre, između planina Vtáčnik i Strážovské, oko 10 km od Prievidza.

## Povijest
Prvi pisani zapis o Novákima je iz 1113. godine kao Nuovac. Novaki su status grada dobili 1961. godine.
Godine 1942., za vrijeme vladavine nacističke marionetska vlade Slovačke Republike je u gradskoj vojarni pritvarani slovački Židovi iz svih krajeva zemlje i deportirani u logore smrti u Poljskoj.

## Stanovništvo
| Godina:     | 1993. | 2003.   | 2013.   | 2023.   |
| ----------- | ----- | ------- | ------- | ------- |
| Broj ljudi: | 4232  | 4379    | 4262    | 4136    |
| Razlika:    |       | +3,47 % | -2,67 % | -2,95 % |

| Godina:     | 2022. | 2023.   |
| ----------- | ----- | ------- |
| Broj ljudi: | 4145  | 4136    |
| Razlika:    |       | -0,21 % |

Po popisu stanovništva iz 2001. godine grad je imao 4402 stanovnika. Po popisu stanovništva u gradu živi najviše Slovaka.
- Slovaci – 97,32 %
- Česi – 0,89 %
- Romi – 0,41 %
- Mađari – 0,25 %

Prema vjeroispovijesti najviše je rimokatolika 74,55 %, ateista 19 % i luterana 2 %.

## Gradovi prijatelji
- Beočin, Srbija

## Vanjske poveznice
- Službena stranica grada

### Ostali projekti
|  | Zajednički poslužitelj ima još gradiva o temi Nováky |